# Governo di Rudinì III
Il Governo di Rudinì III è stato il trentatreesimo esecutivo del Regno d'Italia, il terzo guidato da Antonio di Rudinì.  
Esso, nato in seguito alle dimissioni del governo precedente, è stato in carica dal 15 luglio 1896 al 14 dicembre 1897 (sebbene già dimissionario dal precedente 3 dicembre), per un totale di 521 giorni, ovvero 1 anno, 5 mesi e 3 giorni. 

## Compagine di governo

### Appartenenza politica
| Partito | Partito          | Presidente | Ministri | Sottosegretari | Totale |
| ------- | ---------------- | ---------- | -------- | -------------- | ------ |
|         | Destra storica   | 1          | 6        | 6              | 12     |
|         | Sinistra storica | -          | 2        | 2              | 4      |
|         | Indipendente     | -          | 4        | 4              | 8      |

### Situazione parlamentare
NOTA: Ai tempi del Regno d'Italia, poiché secondo lo Statuto Albertino il governo rispondeva nei fatti al solo Re, la fiducia parlamentare in senso moderno non era obbligatoria (ed in tal senso vari sono stati i casi di formazione di un governo palesemente privo di tale supporto). La prassi di determinare la sopravvivenza dell’esecutivo in base al supporto parlamentare, dunque, si è andata sviluppando solo successivamente, specie con l’ascesa dei partiti di massa e con l’introduzione del sistema proporzionale, in tempi molto più tardi rispetto all’unità, ed ufficialmente solo con la Costituzione della Repubblica Italiana. Per questo motivo, il grafico sottostante espone, secondo ricostruzioni e dichiarazioni, nonché secondo la composizione del governo, l’eventuale supporto che questo avrebbe o ha ottenuto.
Fino al 5 aprile 1897 (XIX legislatura):
| Camera              | Collocazione | Partiti                       | Seggi     |
| ------------------- | ------------ | ----------------------------- | --------- |
| Camera dei deputati | Maggioranza  | DEM (334), PLC (104), IND (8) | 446 / 508 |
| Camera dei deputati | Opposizione  | ER (47), PSI (15)             | 62 / 508  |

Dal 5 aprile 1897 (XX legislatura):
| Camera              | Collocazione | Partiti                     | Seggi     |
| ------------------- | ------------ | --------------------------- | --------- |
| Camera dei deputati | Maggioranza  | DEM (327), PLC (99)         | 426 / 508 |
| Camera dei deputati | Opposizione  | ER (42), PRI (25), PSI (15) | 82 / 508  |

## Composizione
| Carica                                | Titolare                                                                                              | Titolare                                                               | Titolare                                                               | Sottosegretario                                                                         |
| Presidenza del Consiglio dei ministri | Presidenza del Consiglio dei ministri                                                                 | Presidenza del Consiglio dei ministri                                  | Presidenza del Consiglio dei ministri                                  | Sottosegretario di Stato alla Presidenza del Consiglio                                  |
| ------------------------------------- | --- | ---------------------------------------------------------------------- | ---------------------------------------------------------------------- | --------------------------------------------------------------------------------------- |
| Presidente del Consiglio dei ministri | |                                                                        | Antonio Starabba, marchese di Rudinì (Destra storica)                  | Carica non assegnata                                                                    |
| Ministri senza portafoglio            | Ministri senza portafoglio                                                                            | Ministri senza portafoglio                                             | Ministri senza portafoglio                                             | Sottosegretario                                                                         |
| Commissario Civile per la Sicilia     | |                                                                        | Giovanni Codronchi Argeli (Destra storica) (fino al 18 settembre 1897) | Carica non assegnata                                                                    |
| Ministero                             | Ministri                                                                                              | Ministri                                                               | Ministri                                                               | Sottosegretario                                                                         |
| Affari Esteri                         | |                                                                        | Emilio Visconti Venosta (Destra storica)                               | Lelio Bonin-Longare                                                                     |
| Agricoltura, Industria e Commercio    | |                                                                        | Francesco Guicciardini (Indipendente)                                  | - Carlo Campans (fino al 25 febbraio 1897) - Gianforte Suardi (dal 2 aprile 1897)       |
| Lavori Pubblici                       | |                                                                        | Giulio Prinetti (Destra storica)                                       | Giacomo De Martino                                                                      |
| Interno                               | |                                                                        | Antonio Starabba, marchese di Rudinì (Destra storica)                  | Ottavio Serena (dal 23 novembre 1896)                                                   |
| Pubblica Istruzione                   | |                                                                        | Emanuele Gianturco (Sinistra storica) (fino al 18 settembre 1897)      | - Tancredi Galimberti (fino al 14 ottobre 1897) - Massimo Bonardi (dal 14 ottobre 1897) |
| Pubblica Istruzione                   | | Giovanni Codronchi Argeli (Destra storica) (fino al 18 settembre 1897) |                                                                        | - Tancredi Galimberti (fino al 14 ottobre 1897) - Massimo Bonardi (dal 14 ottobre 1897) |
| Guerra                                | |                                                                        | Luigi Pelloux (Indipendente)                                           | Achille Afan de Rivera (dal 15 luglio 1896)                                             |
| Marina                                | |                                                                        | Benedetto Brin (Indipendente)                                          | Giuseppe Palumbo                                                                        |
| Finanze                               | |                                                                        | Ascanio Branca (Sinistra storica)                                      | Giorgio Arcoleo (dal 30 marzo 1896)                                                     |
| Tesoro                                | |                                                                        | Luigi Luzzatti (Destra storica)                                        | Vincenzo De Bernardis                                                                   |
| Grazia e Giustizia e Culti            | |                                                                        | Giacomo Giuseppe Costa (Indipendente) (fino al 15 agosto 1897)         | - Scipione Ronchetti (fino al 2 ottobre 1897) - Cesare Fani (dal 2 ottobre 1897)        |
| Grazia e Giustizia e Culti            | Antonio Starabba, marchese di Rudinì (Destra storica) Ad interim (dal 15 agosto al 18 settembre 1897) |                                                                        |                                                                        | - Scipione Ronchetti (fino al 2 ottobre 1897) - Cesare Fani (dal 2 ottobre 1897)        |
| Grazia e Giustizia e Culti            | | Emanuele Gianturco (Sinistra storica) (dal 18 settembre 1897)          |                                                                        | - Scipione Ronchetti (fino al 2 ottobre 1897) - Cesare Fani (dal 2 ottobre 1897)        |
| Poste e Telegrafi                     | |                                                                        | Pietro Carmine (Indipendente)                                          | Matteo Mazziotti                                                                        |

## Cronologia

### 1896
- 11 luglio - Il governo giura dinnanzi al Re.

### 1897
- 2 marzo - È sciolta la Camera dei Deputati e convocati gli elettori per il 21 ed il 28 marzo; e il nuovo Parlamento per il 5 aprile.
- 21-28 marzo: Si svolgono le elezioni politiche: il governo, non dimessosi, vede mantenersi stabile la sua base d’appoggio, seppur con alcune perdite sia a Sinistra che a Destra. Tutti gli indipendenti perdono il loro seggio, venendo sostituiti da membri del Partito Repubblicano Italiano (PRI), al loro primo ingresso in Parlamento.
- 3 dicembre - Discutendosi, alla Camera dei Deputati, un disegno di legge relativo all’avanzamento nell’esercito, fu approvato un emendamento su cui il governo aveva dato parere contrario, portando così alle dimissioni del ministro Luigi Pelloux, che travolsero anche il resto del governo. Il Re dunque, accettate le dimissioni del Presidente di Rudinì, tenuto conto dell’assenza di un esplicito voto di sfiducia, riconferisce a quest’ultimo il mandato esplorativo.
- 14 dicembre - Con il giuramento del nuovo esecutivo termina ufficialmente l’esperienza di governo.